# Château de Cajarc (Tarn)
Pour les articles homonymes, voir Château de Cajarc.
Le château de Cajarc, anciennement château de Corrompis, est un château-fort situé aux Cabannes, dans le Tarn, en région Occitanie (France). 
Construit au XIIIe siècle, il est rebâti au XVIe siècle par la famille de Cajarc.

## Historique

### Origine
Le château de Corrompis est cité pour la première fois au XIIIe siècle, dominant la vallée du Cérou. À l'époque, la tour Sarrasine, aujourd'hui isolée, était sûrement rattachée à son dispositif de fortifications, ou du moins en était une dépendance, et servait alors de tour à signaux. De même, l'église Saint-Antoine serait l'ancienne chapelle seigneuriale du château. 

### Le château actuel
Le château est une première fois remanié au XVe siècle, comme en témoigne la présence de fenêtres à meneaux de cette période.
L'édifice actuel date du début du XVIe siècle, bâti sur le site de l'ancien château par la famille de Cajarc, en englobant les dernières parties de l'ancienne demeure. C'est en 1544 qu'il est renommé "château de Cajarc", par le seigneur des lieux, Paul de Cajarc. Au cours des siècles suivants, la bâtisse a subi de nombreux autres remaniements, et n'a eu comme propriétaire que la famille de Cajarc, la famille de Saint-Félix (la famille de Cajarc renommée), puis celle de Galaup-Dorchies, jusqu'à aujourd'hui.
Le 20 septembre 1737, Armand Philippe de Cajarc de Saint-Félix est né au château. Il fut ensuite vice-amiral dans la marine française, avant de mourir le 10 août 1819, dans ce même château.

## Architecture
- Si vous ne connaissez pas le sujet, laissez ce bandeau (vous pouvez alors contacter les auteurs).
- Si vous supprimez le contenu mis en cause (vous pouvez préalablement contacter les auteurs),

argumentez précisément cette suppression dans la page de discussion
(un manque de référence n'est pas un argument ; une recherche réelle de référence doit avoir été effectuée, être formellement documentée).
Le château de Cajarc possède une belle porte de style Renaissance, surmontée d'un écu de pierre. Celui-ci portait les armoiries de la famille de Cajarc, mais elles ont été martelées à la Révolution française. Quelques belles fenêtres à meneaux du XVe siècle sont encore présentes dans la partie ancienne de l'édifice. Un exemple typique d'escalier à vis complète l'ensemble.
La terrasse du château présente deux petites édicules en pierre calcaire, outre une magnifique vue sur la vallée du Cérou et l'église Saint-Antoine des Cabannes.